# Karel Prager
Karel Prager (24. srpna 1923 Kroměříž – 31. května 2001 Praha) byl český architekt, stavitel a konstruktér. Patří k vůdčím osobnostem poválečné architektury v Československu a zároveň k nejdiskutovanějším architektům druhé poloviny 20. století. Je autorem mnoha ikonických pražských staveb. Mezi nejdůležitější patří budova Federálního shromáždění neboli Nová budova Národního muzea, Nová scéna Národního divadla, budova Komerční banky na Smíchově nebo budovy Sdružení projektových ateliérů, které jsou současným sídlem Institutu plánování a rozvoje hlavního města Prahy.

## Život

### Mládí

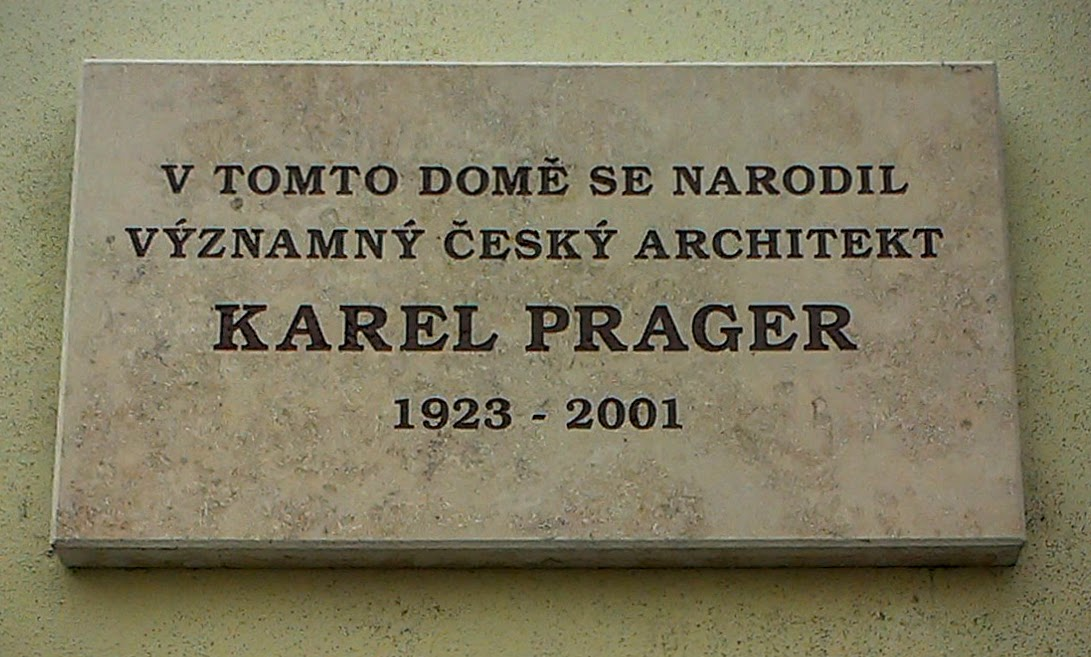
Pamětní deska na rodném domě v Kroměříži

Karel Prager se narodil 24. srpna 1923 v Kroměříži. Docházel na místní obecnou školu Jungmannova a zároveň byl aktivním členem skautu, kde si osvojoval jeho ideje i obecné morální zásady. Roku 1939 nastoupil na svou první praxi u stavitele Josefa Slezáka, načež se o rok později s rodiči přestěhoval do Brna, aby nastoupil na vyšší průmyslovou školu se zaměřením na stavitelství. Po úspěšné maturitě se rodina vrátila zpět do Kroměříže a Prager získal pracovní místo u stavební firmy, kde se dostal k nejrůznějším studiím, drobným projektům i své první designerské realizaci. Jednalo se o návrh láhve pro kroměřížskou likérku Gargulák, kterou sám autor uváděl jako svou prvotinu.
Po skončení války se Prager vydal na pražskou techniku, kde studoval mezi lety 1945 a 1949. Na otázku, proč si pro další studium vybral právě Prahu, odpověděl: „Jel jsem do Prahy, protože do Brna nebylo v té době spojení a já jsem nechtěl ztrácet čas.“
Dne 26. září 1946 se Karel Prager v Kroměříži oženil s Věrou Zahradníčkovou, studentkou medicíny a dcerou známého kroměřížského fotografa Jindřicha Zahradníčka. Obřad proběhl ve zdejším kostele Panny Marie.

### Práce ve Stavoprojektu
Po studiu na krátký čas (květen až září 1949) působil v urbanistickém ateliéru v Ostravě, ale vzápětí byl povolán na vojnu u pomocných technických praporů (PTP). Po absolvování vojny roku 1952 nastoupil podobně jako většina absolventů architektury do Stavoprojektu, který svého času měl až 65 000 zaměstnanců a prakticky ukončil fungování architektonické profese jako svobodného povolání. Architekti si zde nesháněli zakázky sami, ale dostávali je jako pracovní úkoly. V rámci Stavoprojektu působil ve skupině mladých architektů a dají se zde dohledat i počátky týmu Albrecht–Kadeřábek–Prager. Zmíněná trojice později pracovala na projektu nemocnice Východoslovenských železáren nebo budovy Federálního shromáždění. Předtím však vystřídal i jiná uskupení jako například s Václavem Hilským, Zdeňkem Stupkou a Janem Pilařem, se kterými se Prager dostal i ke svým vůbec prvním realizacím na poli architektury. V rámci svého fungování ve Stavoprojektu navrhl Prager přibližně desítku projektů včetně vysoce ceněného Ústavu makromolekulární chemie Akademie věd z roku 1958.
Mezi lety 1950 až 1970 byl velmi aktivním členem Svazu architektů, a po roce 1968 dokonce členem předsednictva Svazu architektů ČSSR. Byl rovněž dlouholetým členem redakční rady časopisu Architektura ČSR, kam často přispíval a byl autorem jeho grafického zpracování.

### Sdružení projektových ateliérů a GAMA
Šedesátá léta završená Pražským jarem přinesla velké změny rezonující napříč celou společností, architekty nevyjímaje. Společenské a politické uvolnění dovolilo architektům zbavit se závislosti na státně řízeném projektování a vytvoření samostatných architektonických skupin. Samotný Stavoprojekt se roku 1958 rozčlenil na drobnější celky na úrovni územní i specializační. Kromě krajských Stavoprojektů tak vznikl i Pražský projektový ústav.
Díky těmto změnám začali Prager i další architekti přemýšlet o reorganizaci ateliérové práce. Cílem však nebylo úplné rozdrobení na soukromá studia, nýbrž vytvoření optimálně velkých ateliérů s potřebnými profesními specializacemi a společnou administrativou. Na tomto základu vzniklo 1. července 1966 Sdružení projektových ateliérů (SPA), a to právě Pragerovým ateliérem Gama (všechny budoucí ateliéry rovněž nesly jména písmen řecké abecedy). Následovaly ateliéry Alfa Vladimíra a Věry Machoninových, Beta Jana Šrámka, Delta Jiřího Klena a později Zdeňka Jakubce, Epsilon Karla Filsaka a Omicron Jiřího Kadeřábka, později sloučený s Pragerovou Gamou. Pražské hnutí inspirovalo ke vzniku i Sdružení inženýrů a architektů Liberec (SIAL), které se pod vedením Karla Hubáčka odtrhlo od Stavoprojektu Liberec.
Samostatná tvůrčí činnost sdružení neměla dlouhého trvání. Rok 1968 a srpnová okupace přerušila přesun ateliérů do rozestavěné nové budovy a oficiálně začlenila SPA pod Projektový ústav hl. m. Prahy (PÚ VHMP), vedený plk. Oldřichem Štěpánkem. Pozitivem bylo, že při této transformaci nebyli vedoucí ateliérů odvoláni, ale jmenováni řediteli sekcí a většina dotčených architektů mohla zůstat u své profese. Negativem byla anonymita architektů a uzmutí autorského práva. Jako autor byl dále uváděn jen název projektového ústavu. V takové situaci se ocitl i Karel Prager, který až do počátku 90. let nesměl projektovat pod svým jménem a jeho autorství se muselo často dokládat až zpětně.

### Marná léta
Celá 70. léta se nesla ve znamení nedokončených koncepcí a sám Prager je nazval jako období „zmařených projektů“. Po dokončení velkých projektů jako budovy Federálního shromáždění či budov Sdružení projektových ateliérů bylo Pragerovi komunistickým vedením zakázáno účastnit se architektonických soutěží, takže v navazujících letech se více zaměřil na urbanismus. Ateliér Gama, přejmenovaný na ateliér 3, v čele s Pragerem vyprojektoval desítky odvážných koncepcí, mezi které patří například plán překryvu Hlavního nádraží, vysokoškolský areál Pelc-Tyrolka, košířské Superstruktury i přestavba Smíchova, ze které se realizovala jen budova Komerční banky. Ostatní zmíněné práce zůstaly jen na papíře.
Počátkem 80. let byla Pragerova Gama povolána pro dostavbu budovy Nové scény. Prager přišel už k rozestavěné budově, kterou ve spolupráci s renomovaným duem výtvarníků Libenský–Brychtová obalil skleněným pláštěm složeným ze 4 306 foukaných dutých obrazovek. Dalšími projekty ateliéru Gama byla přístavba zařízení Federálního shromáždění v Harrachově, otevřená soutěž na dostavbu Staroměstské radnice nebo rozsáhlý projekt přestavby Fakultní nemocnice na Albertově, ze které byla realizována pouze centrální kotelna pro Fakultní nemocnici ve Wenzigově ulici.

### Prager porevoluční
Po listopadu 1989 se Karel Prager kromě projektování nadále intenzivně zajímal o dění na architektonické scéně. Hned roku 1990 se stal členem Obce architektů a roku 1992 i členem České komory architektů. Dalším jeho záměrem bylo obnovení tzv. Bloku architektů a výtvarníků, v němž se sdružovali aktivní architekti a jejich spolupracovníci. V rámci sdružení Prager inicioval poznávací zájezdy a společně s dalšími členy uspořádal několik konferencí o palčivých tématech porevolučního vývoje architektury. Na jeho popud vznikla například i Cena Vladimíra Karfíka, udělovaná za architekturu, urbanismus a celoživotní dílo. V roce 1987 stál u zrodu tzv. Nové skupiny a byl zakládajícím členem Nadace Pangea.

Pragerův ateliér Gama se po revoluci osamostatnil, a utvořil tak první velkou soukromou projekční firmu v Praze. Zaměření ateliéru se částečně přeneslo na rekonstrukce, ve kterých sám Prager po čase našel zalíbení. Jednalo se o rekonstrukci Rudolfina, budovy SNTL ve Spálené ulici nebo domu U Černé Matky Boží z roku 1912 od Josefa Gočára. Následné projekty byly tvořeny ve výrazně menším kolektivu, jelikož ekonomická situace ateliéru už nedovolovala zastoupení všech profesí potřebných k realizaci stavby. Karel Prager zůstal, i přes zdravotní problémy spojené se srdcem, ředitelem ateliéru (od roku 1994 Architektonického studia Gama) až do své náhlé smrti 31. května 2001. Je pohřben v rodinném hrobě na kroměřížském hřbitově.

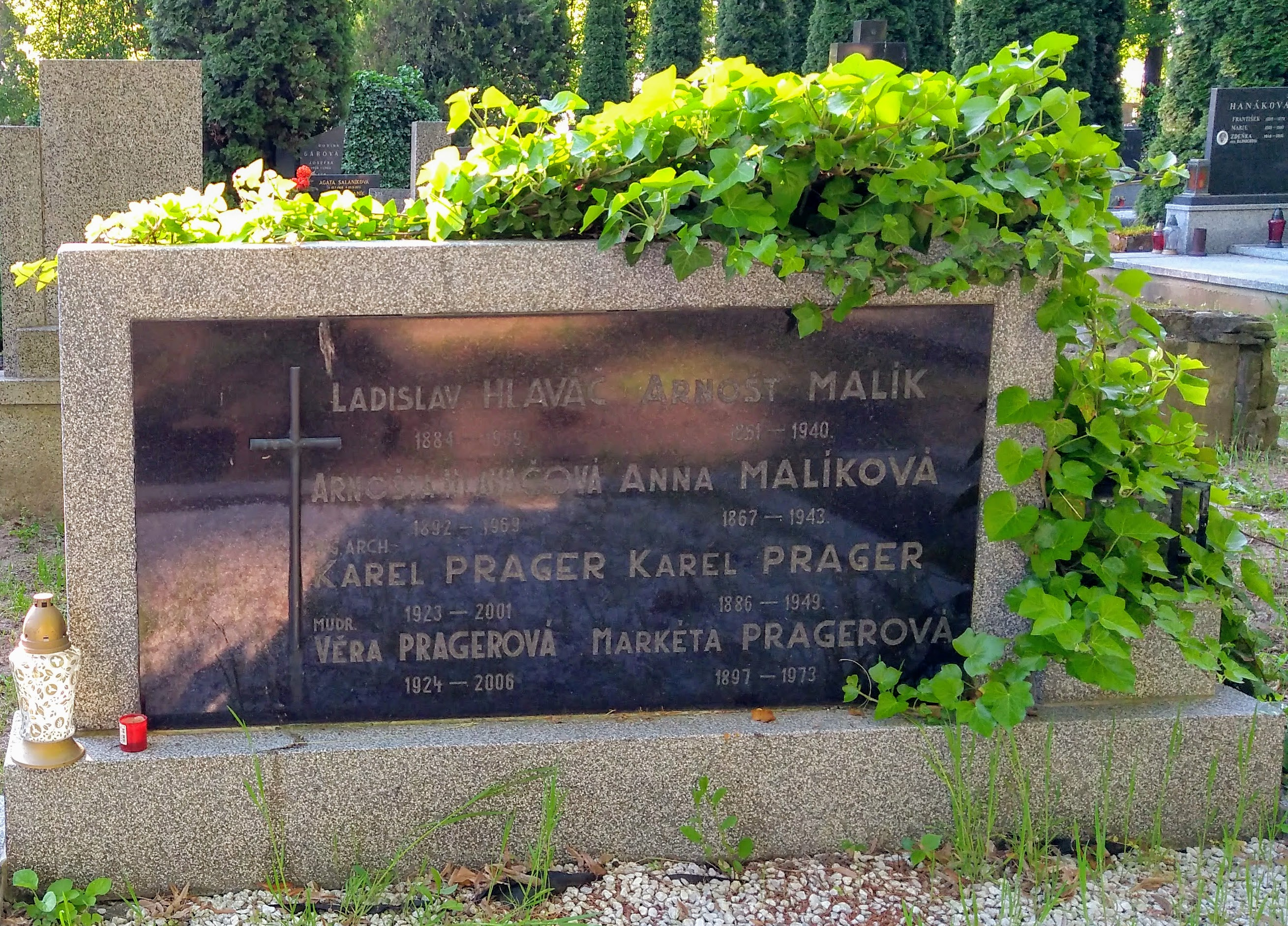
Rodinný hrob na kroměřížském hřbitově

## Ocenění
Krátce před svou smrtí (2001) obdržel v rámci přehlídky Grand Prix čestnou cenu za celoživotní dílo a přínos architektuře od správní rady Obce architektů. Návrh na ocenění představil architekt Jiří Merger jakožto člen správní rady. In memoriam obdržel Poctu České komory architektů za rok 2011.

## Tvorba Karla Pragera

### 50. léta a historizující architektura
K reálné práci na poli architektury se Karel Prager dostává s nástupem do Stavoprojektu. Tento ohromný architektonický kolos, ve své době největší projektový ústav na světě, byl založen na principu baťovské organizace práce. Architekti slučovaní v ateliérech dostávali zakázky jako pracovní úkoly a jen zřídkakdy bylo možné zakázku odmítnout. Po vítězství Komunistické strany Československa na konci 40. let 20. století (1948) bylo navíc jasné, že se Ústav musí podřídit v té době prosazované architektuře tzv. socialistického realismu. Veškerá architektura byla založena na ideologii klasických odkazů slohové tektoniky a svou estetikou se přizpůsobovala moskevským vzorům.
V tomto období začíná působit i Karel Prager, který byl po příchodu do Stavoprojektu začleněn do tzv. Skupiny mladých pod vedením Jaroslava Kándla a později Pavla Bareše. V rámci skupiny navázal silnější propojení s Jiřím Albrechtem a Jiřím Kadeřábkem, s nimiž později po dlouhá léta spolupracoval. Jeho první realizace je ovšem spojena s Václavem Hilským, Zdeňkem Stupkou a Janem Pilařem.

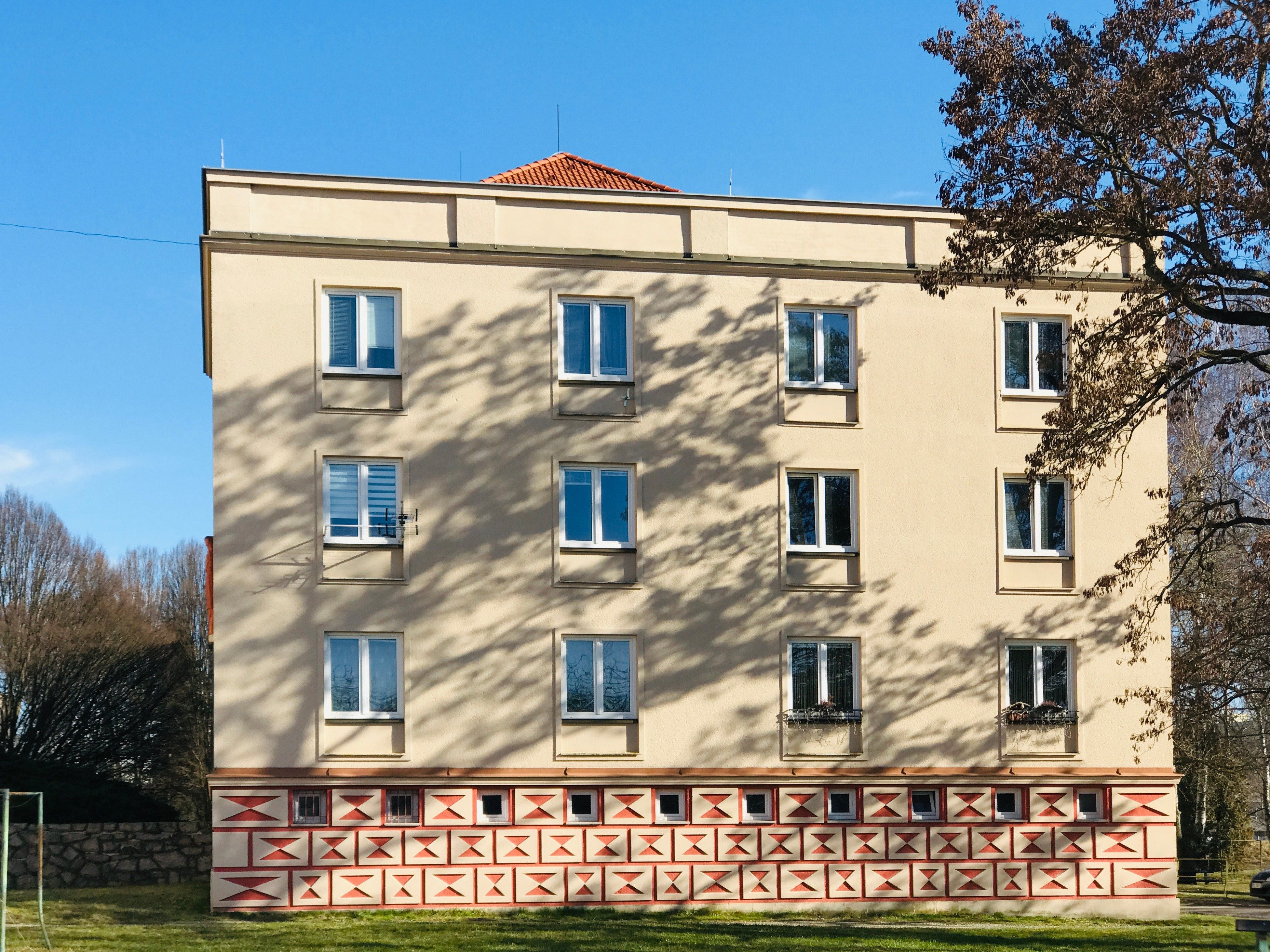
Skupina bytových domů v ulici Mikoláše Alše ve Strakonicích, založená na typovém podkladu T15 (1954)

Jednalo se o bytové domy v Ostravě-Porubě, které jsou postavené ve stylu tehdy prosazované sorely. Samostatně pak pracoval na dalších zakázkách Stavoprojektu. Byly jimi trojdům v Bělocerkevské ulici v Praze nebo skupina bytových domů v ulici Mikoláše Alše ve Strakonicích. Všechny tyto návrhy se nesly ve znamení typizace, prefabrikace a standardizace, jak tomu bylo na počátku 50. let zvykem. Pragerovi byly tyto termíny vlastní a sám se jako zarytý technolog zúčastnil studijního úkolu Svazu architektů o nalezení nových možností montovaných konstrukcí. Porotu tehdy návrhy neoslovily, ovšem jeho práce zaujala profesora Karla Janů, který si následně Pragera vybral jako spolupracovníka pro svůj experimentální bytový dům v Otrokovicích. Stavba byla jakýmsi předvojem prefabrikace. Pod stále ještě historizující fasádou jsou uloženy předem vyrobené cihlové bloky, osazené až na místě. Pro některé fasádní prvky (okenní a dveřní otvory) byly rovněž použity předvyrobené prefabrikáty.
Klíčovou stavbou pro přerod nejen Pragerova stylu navrhování, ale i celé architektonické scény byl drobný projekt interiéru Polského kulturního a informačního střediska v dnešním paláci Generali na Václavském náměstí. Pro řadu odborníků to byl právě tento zásah, kterým se československá architektura nadobro rozloučila s tzv. socialistickým realismem a začala hledat nová, zajímavější a konstrukčně odvážnější řešení.

### 60. léta a architektura světová
Úplný přerod pak Prager potvrdil projektem Ústavu makromolekulární chemie Akademie věd z roku 1958. Prager se nehodlal smířit se snižující se kvalitou řemesla i úrovně stavebnictví a jako absolvent technické fakulty a šikovný inženýr přicházel na nové využití materiálů, technických postupů i možností prefabrikace. Tak tomu bylo i při stavbě „makrokoule“, kde byla použita zavěšená fasáda z panelů často zaměňovaných za tzv. boletické panely (podle výrobního závodu v Boleticích nad Labem). Šlo však o jeden z prvních prototypů Pragerova lehkého pláště, později známého jako systém Gama.
„Viděla jsem Pragera, jak s tím zápasí. Někdo musel s lehkým pláštěm začít. Ve světě už ho používali běžně a u nás se všechno ještě dělalo na koleně, celá naše práce tenkrát spočívala v tom, sehnat někoho, kdo by to vůbec dodal. Byl velký rozdíl přijít do fabriky po Pragerovi, nebo před ním. (…) Výrobci byli připraveni, snažili se mu vyhovět. To bylo něco zcela nezvyklého,“ vzpomínala architektka Alena Šrámková.

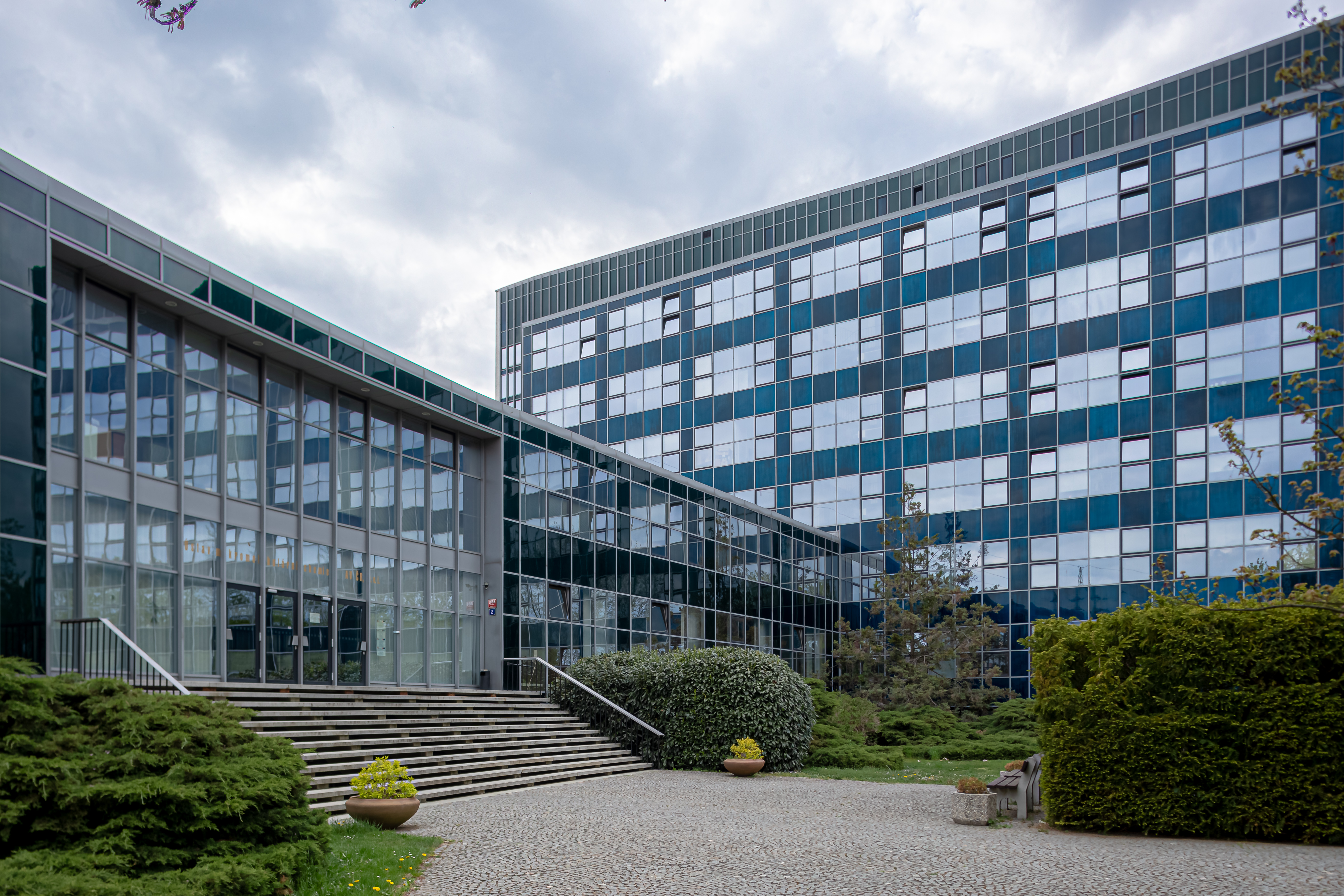
Ústav makromolekulární chemie ČSAV v Praze (1960–1964)

Ve stejném duchu se nesly dvě další realizace pro podnik Východoslovenských železáren. Šlo o stavbu polikliniky přímo v areálu závodu a nedalekou nemocnici, pro kterou použil odzkoušené schéma nízkého objektu s vysokou třináctipodlažní věží. Ústav na Petřinách a zdravotní budovy nedaleko Košic jasně ukázaly další směřování Pragerovy tvorby. Stavby byly založené na proporčních vztazích a vycházely z technické a technologické základny obohacené o uměleckou složku výtvarných děl navržených přímo pro danou budovu.
Důležitým přínosem Pragerovy tvorby se roku 1964 stala soutěž na univerzitní město v Dublinu, na kterém kromě tradičního týmu Albrecht–Kadeřábek–Prager pracovala i Věra a Vladimír Machoninovi. Návrh tehdy obdržel 3. cenu díky svému dokonale definovanému provoznímu schématu, segregaci dopravy a dostatku prostoru pro rozšíření areálu. Peněžní odměna ze soutěže dovolila všem zúčastněným včetně Pragera procestovat Evropu a seznámit se s nejnovějšími trendy na poli architektury. Je důležité zmínit, že podklady pro všechny soutěže, na kterých Prager v tomto období pracoval, připravoval mimo svou pracovní náplň, to jest ve volném čase.
Důležitým projektem šedesátých let se pro Pragera stal projekt tzv. Baucentra, které bylo do jisté míry předvojem budoucího Sdružení projektových ateliérů. Pro Pragera byl projekt splněným snem. Podle německého vzoru inicioval vytvoření Československého střediska výstavy a architektury (ČSVA), jehož úkolem bylo sledovat trendy ve stavebnictví a informovat o nových materiálech a technologiích. ČSVA vydávalo katalog stavebních prvků a pořádalo oborové výstavy či konference zaměřené na splynutí techniky, technologie a estetiky. Pro středisko, které se usídlilo v zadním traktu domu na Václavském náměstí, měl vzniknout Pragerem projektovaný komplex Domu techniky neboli Baucentrum. Celý projekt byl pro Pragera nejen zajímavou architektonickou úlohou, ale i vyjádřením jeho vztahu k technice a novým materiálům ve stavebnictví. Domu na míru se však tento záměr nikdy nedočkal.

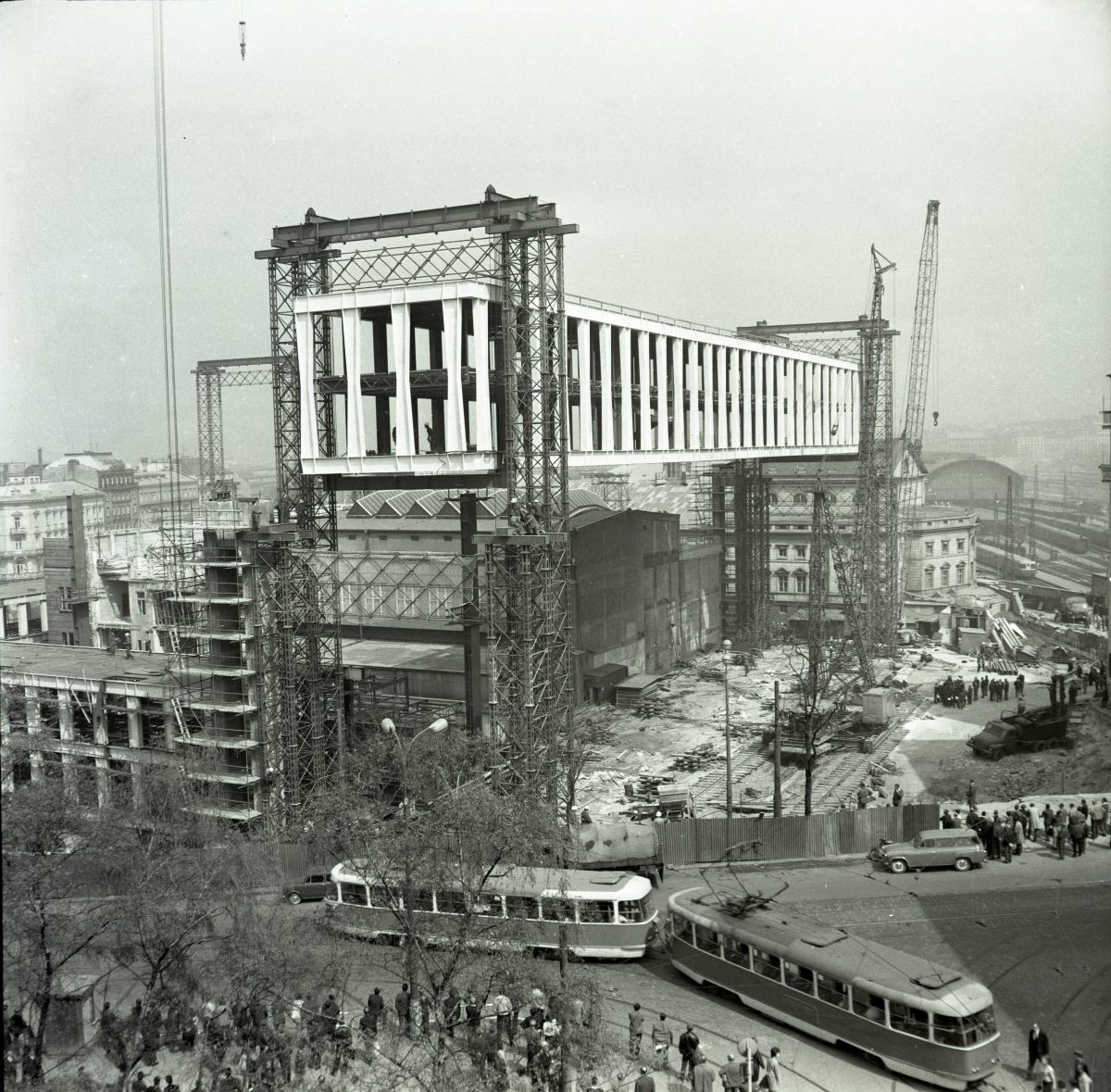
Zdvihání Vierendeelových nosníků při stavbě budovy Národního/Federálního shromáždění

Milníkem kariéry Karla Pragera se roku 1966 stalo vítězství v soutěži na rekonstrukci a dostavbu objektu Národního shromáždění. Návrh týmu Albrecht–Kadeřábek–Prager, přezdívaný „dům nad domem“, přesvědčil porotu a umožnil Pragerovi naplno prosadit zásady své architektury. Základem konstrukčního řešení byla sestava čtyř Vierendeelových nosníků vynesených nad budovu obchodní burzy pomocí čtyř zdvojených ocelových sloupů. Staré a nové bylo pečlivě odděleno, a přitom propojeno se vzájemným respektem. Prager od počátku projektování spolupracoval s vynikajícími statiky, jakými byl Josef Zeman, Jiří Kozák či Juraj Izák.
Přesně v souladu se stylem konce padesátých a celých šedesátých let 20. století v architektuře v Československu bylo charakteristickým jeho směřování ke gesamtkunstwerku neboli syntéze či spolupráci více druhů umění. Se zájmem o komplexní řešení proto byla pro „Federál“ zpracována i výtvarná koncepce, tzv. huť, na které se podíleli umělci jako Jiří Novák nebo Stanislav Libenský s Jaroslavou Brychtovou. V průběhu stavby se ale změnil nejen uživatel stavby (z Národního shromáždění se stalo Federální shromáždění Československé republiky), ale kvůli srpnové okupaci roku 1968 i celková společenská situace. Řada osobností spojených se stavbou, včetně Pragera samotného, se stala nežádoucí. Mezi ně patřili i výtvarní umělci jako Miloslav Chlupáč či Olbram Zoubek, kteří měli spolupracovat na výzdobě budovy.

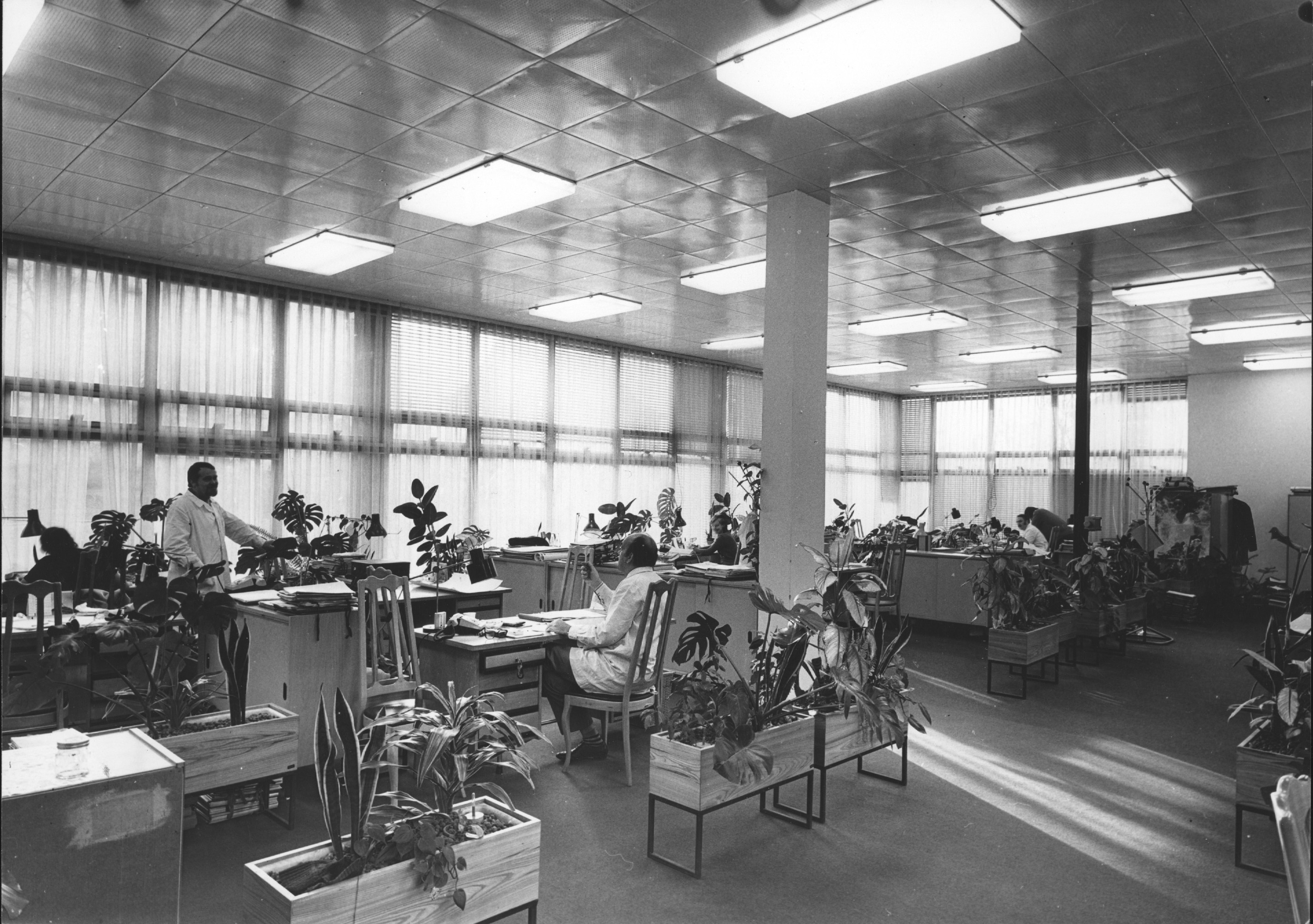
Fotografie pro publikaci Projektového ústavu Výstavby hl. m. Prahy (1975)

Kromě federálního shromáždění stavěl Prager téměř současně také první část areálu určeného pro Sdružení projektových ateliérů, které však jako organizace nepřežilo nástup normalizace. Výstavba probíhala mezi lety 1967–1974, přičemž první budova stála již v roce 1969. Hmotová skladba je následující: na třech patrových hranolových podstavcích, opatřených keramickými nebo skleněnými stěnami, spočívají podstatně rozměrnější skleněné hranoly o dvou podlažích, ve kterých sídlí kanceláře nebo ateliéry. Soubor levitujících kostek nebyl nikdy dokončen, jeho druhá etapa zůstala pouze na papíře. Po dostavbě první etapy se „Kostky“ staly sídlem Výstavby hl. m. Prahy a jejího Projektového ústavu, z něhož se sem nastěhoval právě ateliér Gama Karla Pragera. V současnosti areál slouží jako sídlo Institutu plánování a rozvoje hl. m. Prahy. V roce 2017 zde bylo zřízeno také centrum CAMP – Centrum architektury a městského plánování.  

### 70. léta a zmařené projekty
Pragerovým cílem bylo především stavět, a proto pro něj nadcházející dekáda nebyla příliš uspokojivým obdobím. To byl důsledek „klatby“, v níž se Prager, podobně jako další architekti, po roce 1971 ocitl. Kromě toho, že jeho práce nesměly být publikovány, nemohl ani pracovat prostřednictvím Architektonické služby Českého fondu výtvarných umění. Tam tehdy architekti zpracovávali vlastní studie či projekty, které nebyly náplní jejich hlavního zaměstnaneckého poměru. Přesto Prager dál usilovně pracoval. Z této doby vzešly dvě mimopražské realizace kulturních domů, konkrétně v Březnici a Veselí nad Lužnicí. Jednou z velkých koncepcí zpracovávaných ateliérem Gama byl projekt překryvu Hlavního nádraží, kterým se Prager zabýval společně s Jiřím Šrámkem. Odvážná myšlenka zastřešení kolejiště byla v prvních nákresech pojata velmi střízlivě a umírněně. V pozdějších variantách už návrh nabýval na razanci a Prager na nově vzniknuvší plochu navrhuje monumentální budovy ministerstva dopravy, objekt ústřední pošty nebo výraznou stavbu hotelu. V návrhu použil i své oblíbené superstruktury, jimiž se později naplno věnoval při plánování zástavby v Košířích.
Navrhování Karla Pragera se v této době zaměřuje na odvážné, až utopické vize nerealizovatelných měřítek. Důležitými jsou pro něj dva základní motivy, dobře rozpoznatelné na příkladu rozsáhlých úvah o přestavbě Těšnova, na nichž kontinuálně pracoval od pozdních 60. do poloviny 80. let. Prvním z motivů je jeho oblíbený tvar pyramidy, který je výrazný v návrhu Státní knihovny ČSR z roku 1969. Pozdější návrh z roku 1976 už pyramidální tvar opouští, ale jisté mašinistické a futuristické tendence jsou z něj stále cítit. Ještě silnější pocity vzbuzuje návrh utopické a masivní struktury Centra vědeckotechnických informací, který byl postupně zpracován ve třech variantách (1976, 1978 a 1980). Předstupující, stupňovitě uspořádaná křídla ale stavbě dodávala spíše charakter středoamerického zikkuratu než klasického jehlanu.
Druhým motivem je koncept tzv. superstruktur, založený na principu městské víceúrovňovosti. Pravděpodobnou inspirací byl pro Pragera projekt Žehličky mraků z roku 1924 od El Lisického. Koncept, který si vyzkoušel u budovy Federálního shromáždění, je popisován jako „dům nad domem“. Karel Prager jej u návrhu Mezinárodního centra obchodu na Těšnově (1976) rozšířil na koncept „město nad městem“. Nejvýrazněji je použit v projektu zmiňovaných superstruktur pro pražské Košíře (1974). Architektura je v případě struktur upozaděna na druhé místo a hlavním cílem je maximalizace využití možností konstrukce. Tyto projekty jsou to nejodvážnější, co za svou plodnou kariéru vytvořil, a přestože koncept, výkresy i modely působí v podstatě utopisticky, jak bylo potvrzeno od mnoha Pragerových spolupracovníků, projekt měl ve své konečné fázi jasný cíl, a tím byla jejich realizace. Té se bohužel Praha již tradičně nedočkala. Jedním z důvodů byl i fakt, že Prager tak docela nepochopil zadání. Úlohu bral jako projekt zcela samozřejmě směřující k realizaci, ovšem reálným zadáním byl pouze výzkumný úkol experimentální bytové výstavby, který měl prověřit formy bydlení v obtížně zastavitelných terénech.

### 80. léta a Nová scéna

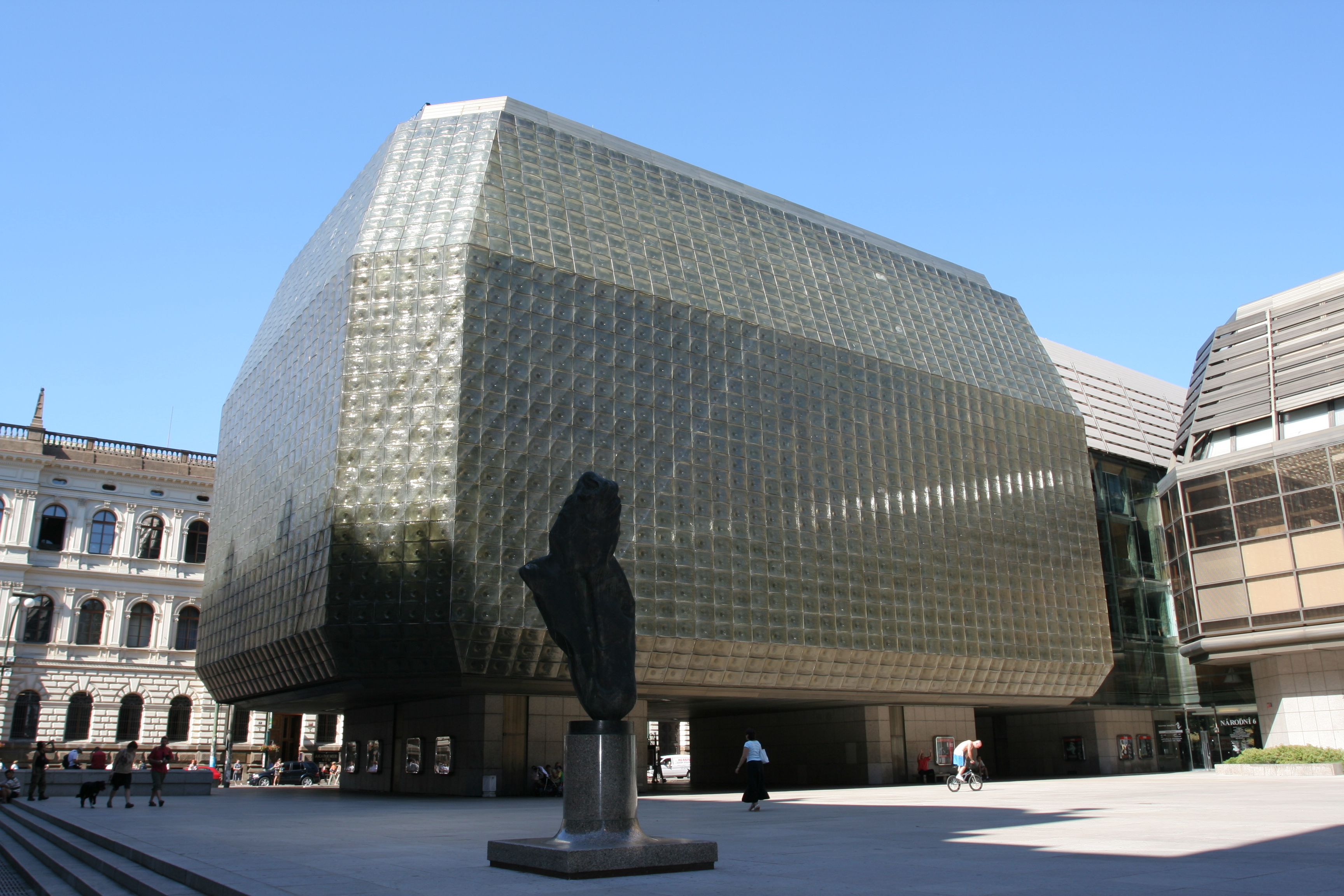
Nová scéna Národního divadla

Změnu do zaběhnutého systému fungování ateliéru přinesl neočekávaný projekt dostavby Národního divadla z let 1981 až 1983. Prager původně do rozběhnutého projektu nové budovy divadla, který roku 1964 započal architekt Bohuslav Fuchs, vůbec neplánoval vstupovat. Po jeho smrti roku 1966 se zbytek jeho kolektivu projektu vzdal a byla nastolena velmi složitá otázka, kdo se projektu ujme. Dramaticky se začal blížit i nezměnitelný termín slavnostní kolaudace v listopadu 1983, tedy sto let od otevření historické budovy. Mezi pražskými projektovými ústavy se začal hledat ten, který by mohl nově utvořenému týmu Pavla Kupky, Ivo Loose a dalších ze Státního ústavu pro rekonstrukci památkových měst a objektů (SÚRPMO) vypomoci. Pragerova Gama dostala na starost interiér restaurační budovy. O budově Nové scény ještě vůbec nebyla řeč, jelikož stavba původně neměla být divadlem, nýbrž měla sloužit společenským akcím. Po změně programu na divadlo už na místě stála hotová ocelová kostra budovy, a tak se pro budovu hledal nový architektonický výraz. Na základě výsledku vyzvané soutěže měl původně Prager spolupracovat s týmem Zdeňka Kuny z Krajského projektového ústavu, ovšem na spolupráci se nikdy neshodli.
Pro Pragera byl dostavba doslova adrenalinovou výzvou. Kvůli odhlučnění divadelního prostoru použil neobvyklou kombinaci konstrukčních, funkčních i estetických prvků. Na lehké fasádě Feal byl zavěšen těžký kamenný obklad ze zeleného kubánského mramoru a navrch ještě obklad z více než čtyř tisíc foukaných skleněných tvarovek, které pro stavbu navrhlo renomované duo Libenský–Brychtová. V interiéru měla k monumentalitě prostoru přispívat práce s kamenem, výtvarné pojetí stropních podhledů i prostorové svítidlo v zrcadle schodiště od Pavla Hlavy a Jaroslava Štursy.
Po dostavbě Nové scény se Prager soustředil na rozpracovanou koncepci přestavby Smíchova, ze které byl nakonec realizován jen objekt Komerční banky. Najít vhodný tvar, který by mohl do tohoto území vstoupit, bylo složité. I proto Prager přikročil ke stavbě osmiúhelníkového půdorysu založeného na podobných principech jako jeho pyramidální návrhy ze 70. let. Banku koncipoval jako jakousi pevnost, chrám peněz, neproniknutelný bunkr, do něhož se nikdo nepovolaný nedostane. Stavba byla už při výstavbě vnímána kontroverzně, ovšem podle Jakuba Železného se její výrazná architektura stala logem.
Když se dnes řekne Komerční banka na Smíchově, už není nutno přidávat adresu. Každý ví, kde to je.

### 90. léta a architektonický ateliér Gama jako firma
Po roce 1989 se Pragerův ateliér Gama, nyní již soukromá projekční firma, zaměřil na rekonstrukce. Samotný Prager nebyl ze své podstaty úplným zastáncem této práce, ovšem rád přijímal zdánlivě nesplnitelné výzvy. Takovou byla i rozsáhlá rekonstrukce Rudolfina, které mělo po sto letech využívání a několikanásobné změně funkcí velké množství problémů. Plán rekonstrukce se několikrát měnil v závislosti na požadovaných funkcích, ovšem Prager k ní obecně přistupoval s respektem a pokorou. Návrh je na Pragerovy poměry skoro až eklektický s důrazem na zachování hodnot velkého díla architektů Josefa Zítka a Josefa Schulze a potlačení vlastních tvůrčích principů. Podobně přistupoval i k další rekonstrukci budovy Státního nakladatelství technické literatury (SNTL) ve Spálené ulici. Chápal, že pozvolna dožívající architektonické dědictví Prahy 20. století bude muset dostat novou náplň. Stejně pojal i rekonstrukci domu U Černé Matky Boží, mistrovského díla architekta Gočára, který dlouhá léta fungoval jako kancelářská budova. Prager k budově opět přistoupil s maximální pokorou a cílem vrátit jí její původní krásu.

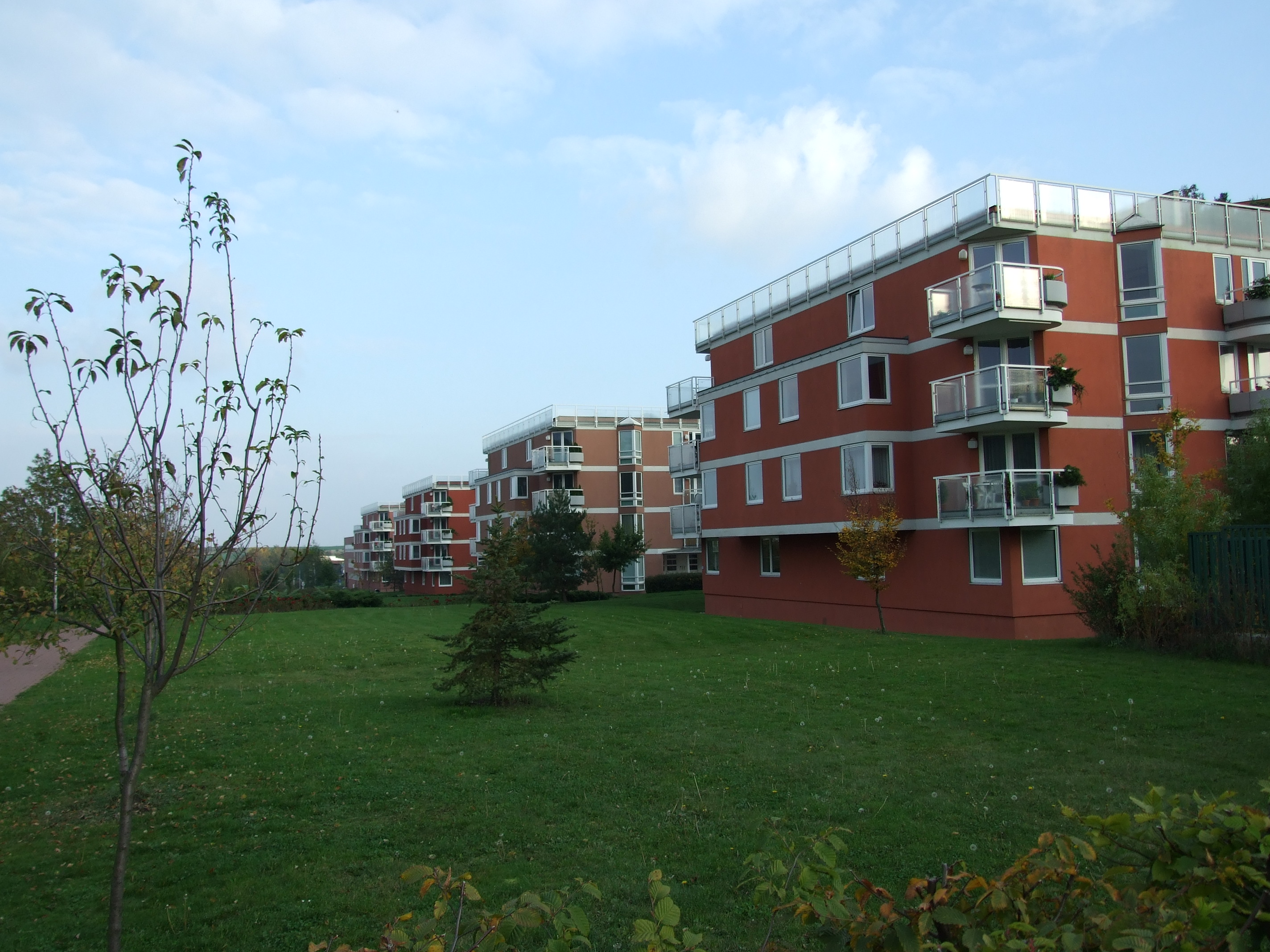
Soubor obytných budov U Kříže v Jinonicích

Posledním projektem v autentickém Pragerově duchu je soubor obytných budov U Kříže v Jinonicích. Původně Prager plánoval pracovat s dalšími architekty, z nichž by každý do souboru přispěl svým domem, čímž by vznikla souhrnná generační výpověď na téma bydlení. Do plánu nakonec přispěl pouze František Zounek, jehož návrh se v souboru vymyká svou zaoblenou severní fasádou. Zbytek souboru je charakteristický svými kaskádovitými jižními terasami s předem osazenou zelení. Obytný dům U Kříže získal titul Stavba roku 1999.

## Patenty Karla Pragera

### Stavebnicový systém dílců GAMA
Karel Prager byl vždy zarytým technologem, který se zarputile snažil hledat nové možnosti prefabrikace, inovativní konstrukce a technologie aplikace stavebních materiálů. Největší pozornost však věnoval kompletačním konstrukcím (příčky, podhledy a další suché procesy výstavby). První pokusy s použitím stavebnicového systému byly použity při výstavbě Ústavu makromolekulární chemie. Následně byl sortiment postupně doplňován a prověřován na konkrétních stavbách. Výsledkem dlouholeté snahy byl návrh otevřeného stavebnicového systému Gama z roku 1974. Systém byl navržen tak, aby minimalizoval tzv. „mokré“ stavební procesy a umožnil skutečně přesné a jednoduché osazení. Obsahoval stavebnicové subsystémy rastrového obvodového pláště, montovaného parapetu, nadpraží, podhledů, příček a skříňových stěn. Díky jednoduchému kombinování systému bylo možné snadno daný interiér přetvářet a zároveň jej podle potřeb variovat (pro různé dílce byly zpracovány materiálové a barevnostní variace).
Zajímavým příkladem užití skla v rámci systému je Pragerův patent vytvořený s Jiřím Kadounem. Šlo o skleněný stavební panel, který umožňoval vytvářet celoplošné prosklené stěny použitelné v interiéru i exteriéru. Na základě tohoto patentu zahájil Sklo Union Teplice výrobu produktu pod obchodním názvem Pragovit.

#### Patenty
- přihlášeno 1965 – skleněný stavební panel
- přihlášeno 1968 – montovaný zavěšený podhled, spolu s Jiřím Kadounem;
- přihlášeno 1969 – okenní závěs, zejména pro kyvná okna, spolu s Jiřím Kadounem
- přihlášeno 1969 – montovaná obvodová stěna, spolu s Jiřím Kadounem
- přihlášeno 1975 – montovaný parapet, spolu s Jiřím Kadounem
- přihlášeno 1977 – tapeta s textilním povrchem, spolu s Vladimírem Nekudou, Jaroslavem Srstkou, Františkem Fejglem, Karlem Elingerem a Milanem Machatkou
- přihlášeno 1977 – povrchově upravená lisovaná deska a způsob její výroby, spolu s Vladimírem Nekudou, Jaroslavem Srstkou a Karlem Dvořákem

## Realizované stavby Karla Pragera

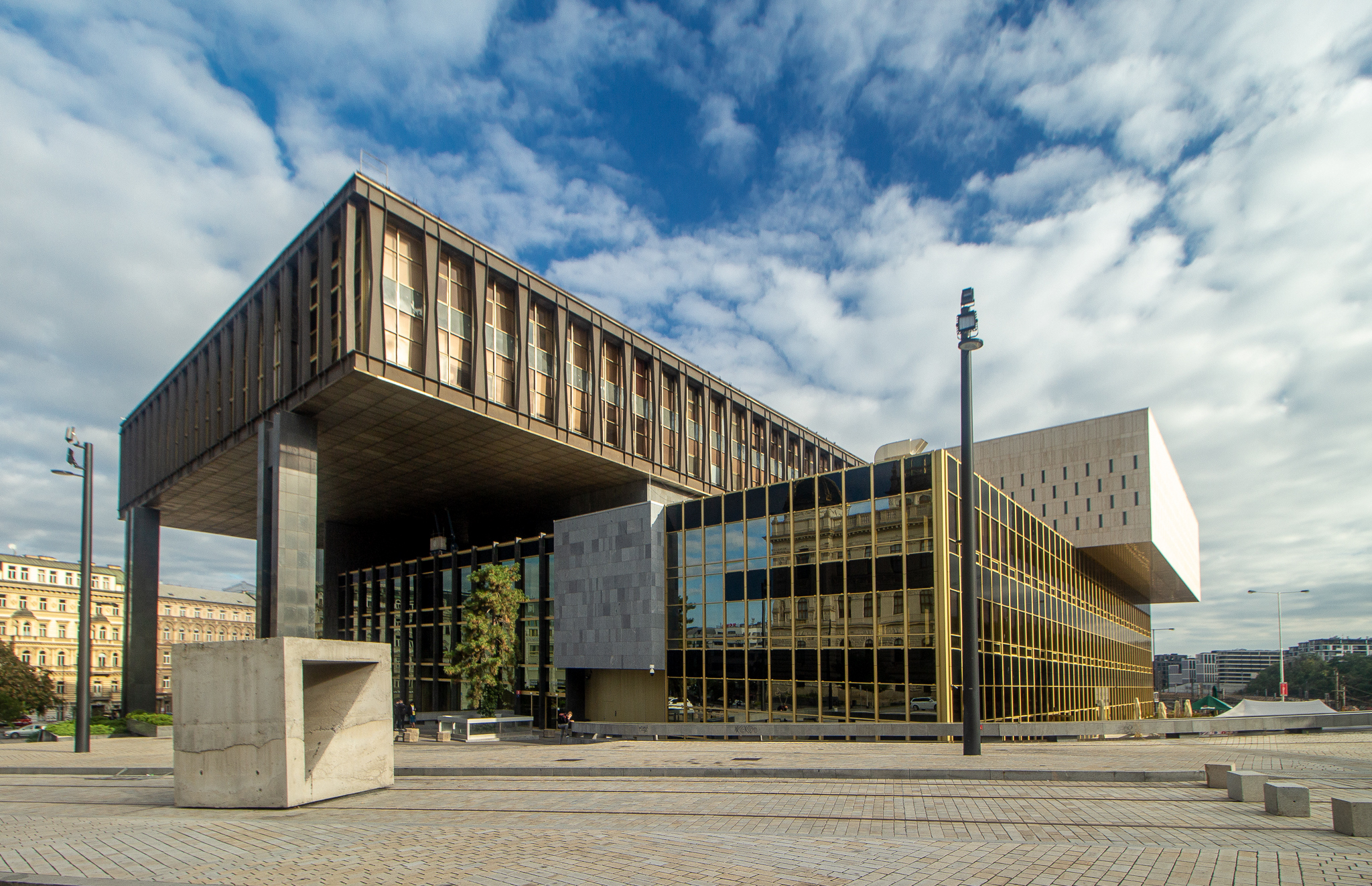
Budova někdejšího Federálního shromáždění

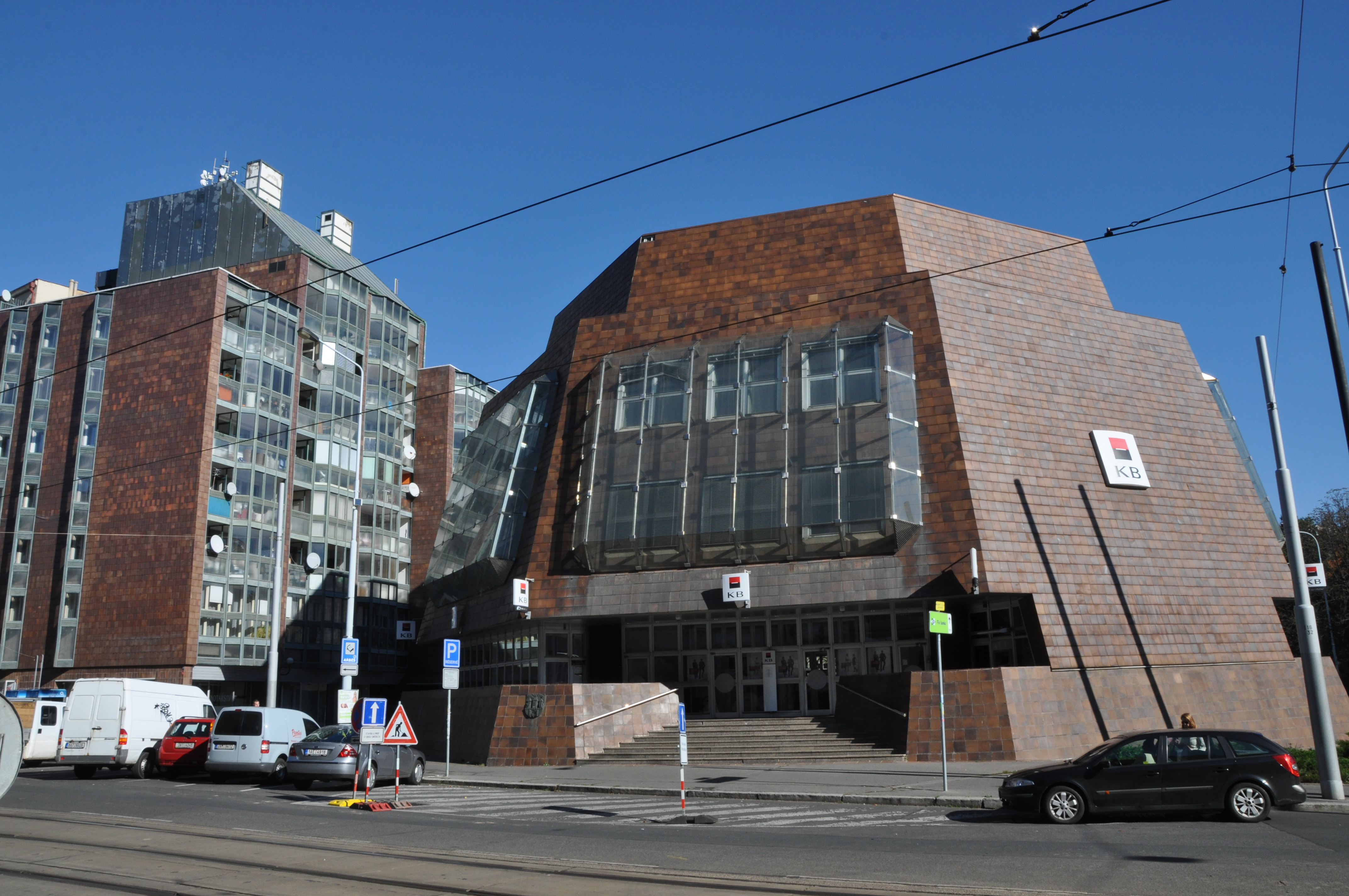
Budova Komerční banky na Smíchově v Praze

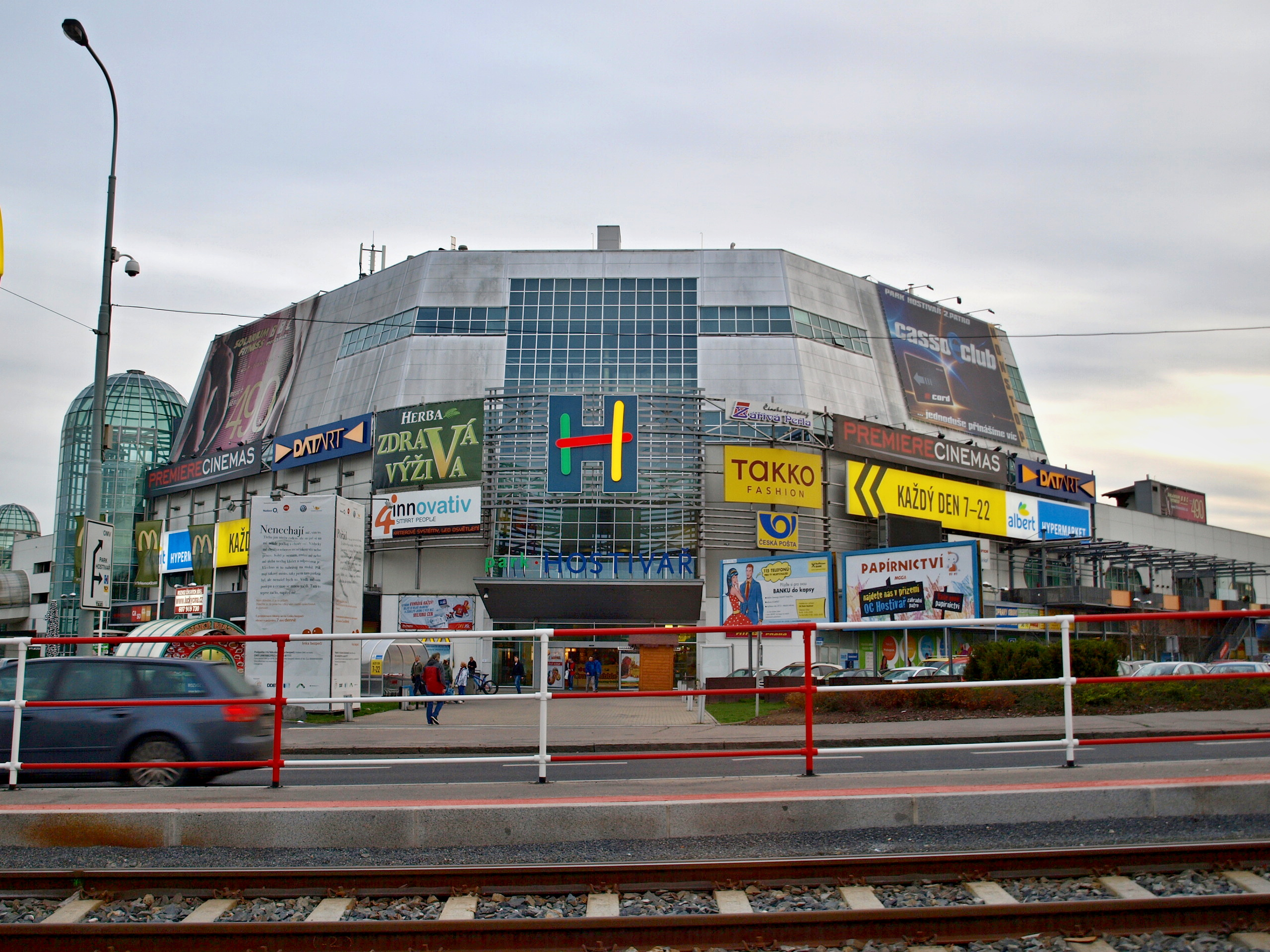
Obchodní centrum v Hostivaři

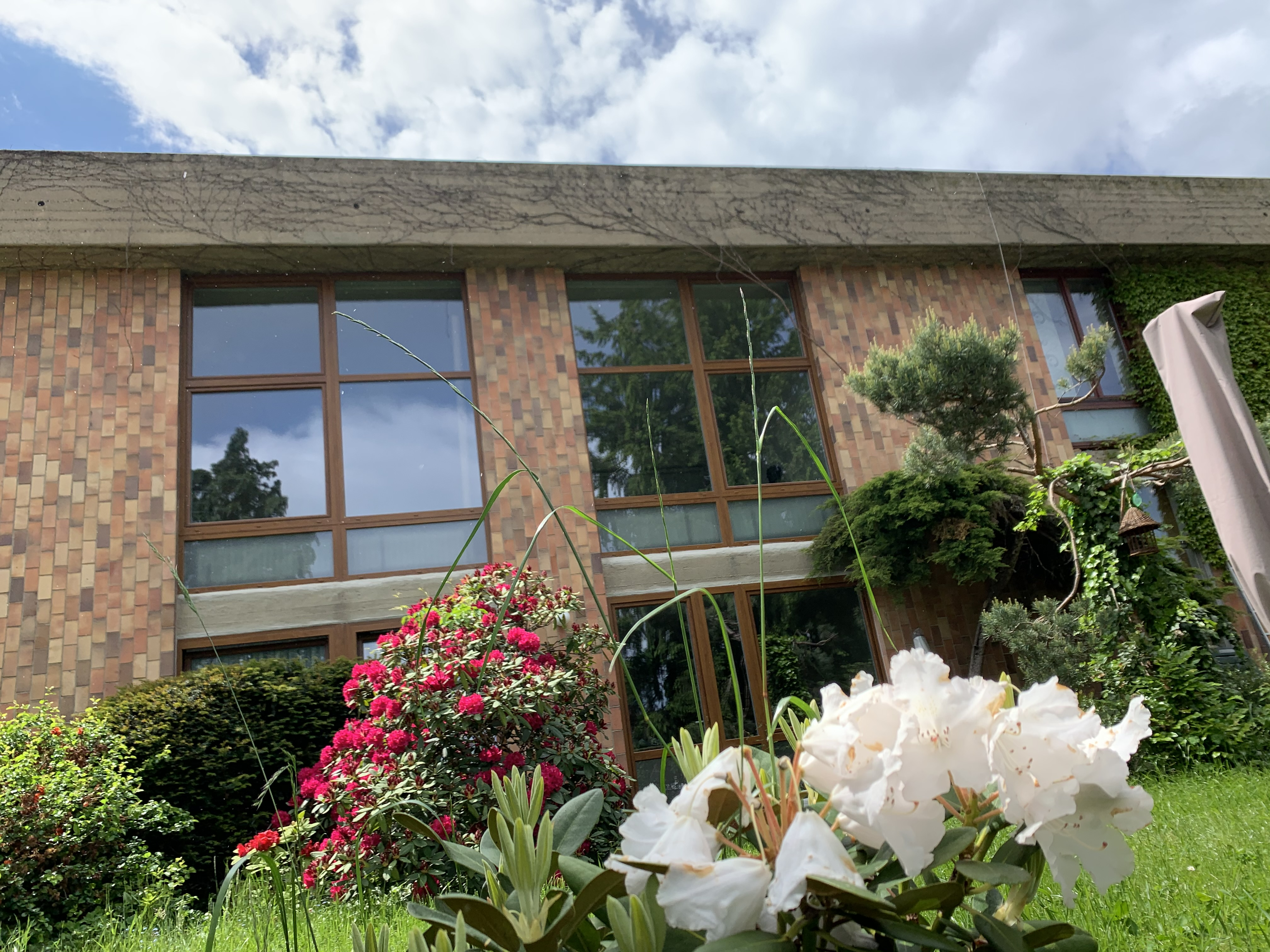
Braník, domy s ateliery

- 1951 a dále – obytný soubor na nábř. Svazu protifaš. bojovníků 447/18, Ostrava-Poruba, spolu s J. Pilařem, Zdeňkem Stupkou a Václavem Hilským
- 1953 – obytný trojdům řady T15, Bělocerkevská 1175/10, Vršovice
- 1953 – výzkumný ústav A. S. Popova, Novodvorská 1698/138, Braník, rekonstruováno v devadesátých letech
- 1954 – obytný soubor řady T15, M. Alše 766, Strakonice
- 1955 – experimentální dům řady T16, Mánesova 1095, Otrokovice, spolu s Karlem Janů, v současnosti zateplován
- 1957 – polské kulturní a informační středisko, v interiéru paláce Generali, Václavské náměstí 832/19, Nové Město, zrušeno v devadesátých letech
- 1960–1964 – Ústav makromolekulární chemie, Heyrovského nám. 1888, Petřiny
- 1962–1966 – poliklinika Východoslovenských železáren v Košicích, 044 54 Šaca, spolu s Jiřím Albrechtem a Jiřím Kadeřábkem
- 1962–1970 – nemocnice Východoslovenských železáren v Košicích, Lúčna 57, Šaca, spolu s Jiřím Albrechtem a Jiřím Kadeřábkem
- 1967–1970 – areál rodinných domů pro výtvarníky, U Háje 41–25, Braník
- 1967–1974 – budova bývalého Federálního shromáždění, Vinohradská 52/1, Vinohrady, spolu s Jiřím Albrechtem a Jiřím Kadeřábkem
- 1968 – vlastní dům, Nad Lomem 1189/33, Braník
- 1969 – Palachův pylon, před budovou bývalého Federálního shromáždění s plastikou Antonína Kašpara (podle nerealizované sochy Plamen Miloslava Chlupáče)[20]
- 1969–1973 – budovy Sdružení projektových ateliérů v Emauzech, Vyšehradská 51, Nové Město
- 1970 – projekt hotelového areálu v Porto Conte, Strada Provinciale 55, 07041 Alghero, Sardinie, spolu s ateliérem Eta a Karlem Havránkem, realizováno bez vědomí autora[15]
- 1974–1980 – areál Matematicko-fyzikální fakulty UK, V Holešovičkách 747/2, Libeň
- 1975–1980 – Kulturní dům ve Veselí nad Lužnicí, tř. Československé armády 560, Veselí nad Lužnicí
- 1977–1992 – budova Komerční banky, Štefánikova 267/22, Smíchov
- 1978 – nástavba vlastního rodinného domu, Nad Lomem 1189/33, Braník
- 1979–1985 – Kulturní dům v Březnici, Dolní Valy 63, Březnice, spolu s Janem Loudou a Zbyškem Stýblem[21]
- 1981–1983 – interiér restauračního objektu Národního divadla, Ostrovní 1435/3, Nové Město
- 1981–1983 – Nová scéna Národního divadla, Národní 1393, Nové Město, spolu se Stanislavem Libenským a Jaroslavou Brychtovou
- přístavba k rekreačnímu zařízení Federálního shromáždění, Nový Svět 128 Harrachov, přístavba k vile Dušana Jurkoviče
- 1986–1987 – rekonstrukce divadla Komedie, Jungmannova 15/1, Nové Město
- 1990–1992 – rekonstrukce Rudolfina, Alšovo nábřeží 79/12, Staré Město
- 1991–1994 – rekonstrukce budovy SNTL, Spálená 51, Nové Město
- 1993 – centrální kotelna Všeobecné fakultní nemocnice, Wenzigova 2083/1, Nové Město
- 1993 – rodinný dům v Kamenici, Kruhová 556, Kamenice, ateliér Gama postavil celkem 70 domů, Prager je autorem jednoho z nich
- 1993–1994 – rekonstrukce domu U Černé Matky Boží, Celetná 569/34, Staré Město
- 1996 – dostavba budovy Okresního úřadu v Rychnově nad Kněžnou, Havlíčkova 136, Rychnov nad Kněžnou
- 1996–1999 – obytný soubor U Kříže, U Kříže 9, Jinonice, spolu se Zdeňkem Janečkem a Zbyškem Stýblem
- 1998–2000 – nákupní centrum VIVO!, Švehlova 1391/32, Hostivař
- 2000 – objekt Univerzity Karlovy, U Kříže 661/8, Jinonice

### Projekty a studie (výběr)
- 1957 – zastavovací studie Pankrácké pláně, spolu s Pavlem Barešem, Jiřím Kadeřábkem a Jaroslavem Kándlem, 3. cena v Přehlídce architektonických prací
- 1967 – projekt souboru budov s Domem techniky a „Baucentrem“ ve Spálené ulici, Praha
- 1967–1973 – projekt obytného domu souboru pro Jižní Město, spolu s Jiřím Mergerem, Radimem Boháčkem, Janem Línkem a Vlado Miluničem
- 1968 – projekt státní knihovny v Praze na Těšnově
- 1972 – studie 2. etapy výstavby areálu Projektového ústavu Výstavby hl. m. Prahy v Emauzech
- 1974 – studie přestavby Košíř neboli Pragerovy Superstruktury
- 1976–1980 – studie Mezinárodního centra obchodu v Praze na Těšnově
- 1976 – projekt přestavby Karlína
- 1976 – projekt centra vědeckotechnických informací v Praze na Těšnově
- 1978–1980 – studie modernizace a přestavby Smíchova
- 1979 – projekt areálu velvyslanectví Polské lidové republiky v Praze
- 1985 – studie přestavby areálu Fakultní nemocnice na Albertově
- 1988 – projekt hotelu Tourinvest v Praze na Těšnově
- 1989 – 3. studie modernizace a přestavby Smíchova
- 1991 – projekt West Gate Prague v Řitce
- 1993–2001 – projekt překryvu Hlavního nádraží v Praze
- 2000 – studie zástavby v území přiléhajícího k Vítěznému náměstí

### Soutěže (výběr)
- 1954 – soutěž na Ústřední dům armády v Praze, spolu s Pavlem Barešem, Jiřím Kadeřábkem a Jaroslavem Kándlem, 2. nejvyšší cena
- 1955 – soutěž na Státní divadlo v Brně, spolu s Jiřím Albrechtem a Jiřím Ullmannem, postup do 2. kola soutěže
- 1958 – soutěž na radnici v Torontu, spolu s Jiřím Kadeřábkem a Otakarem Kučou
- 1958 – soutěž na ideové řešení areálu vědeckých ústavů v Libni, spolu s Jiřím Albrechtem, Jiřím Kadeřábkem a Vladimírem Machoninem, odměna
- 1962 – soutěž na budovu rozhlasu, televize a společenského centra na Pankráci, spolu s Pavlem Barešem, Jiřím Albrechtem, Jiřím Kadeřábkem, Svatoplukem Kobrem, Martinem Vajzrem, Vladimírem a Věrou Machoninovými, odměna
- 1963 – soutěž na areál ČSAV na Státní technickou knihovnu na Pankráci, spolu s Jiřím Albrechtem, sloučená 1. a 2. cena
- 1964 – soutěž na univerzitní město v Dublinu, spolu s Jiřím Albrechtem, Jiřím Kadeřábkem, Vladimírem a Věrou Machoninovými, 3. cena
- 1965 – soutěž na ideové architektonicko-urbanistické řešení Letenské pláně, spolu s Jiřím Albrechtem, 2. cena
- 1966 – soutěž na řešení předmostí Hlávkova mostu, spolu s Jiřím Kadeřábkem, 1. cena
- 1969 – soutěž na československý pavilon pro EXPO ‘70 v Ósace, spolu s Karlem Filsakem, Jiřím Kadeřábkem, Jiřím Klenem, Janem Šrámkem, Vladimírem a Věrou Machoninovými, 2. cena
- 1970 – soutěž na hotel Čedoku na náměstí Republiky, spolu s Helenou Pragerovou
- 1971 – soutěž na areál České televize v Košicích, 1. cena
- 1985 – soutěž na Hotel Rekrea v Praze
- 1988 – soutěž na dostavbu Staroměstské radnice v Praze
- 1995 – soutěž na úpravu náměstí Jana Palacha v Praze
- 1997 – soutěž na hotel Four Seasons v Praze
- 1999 – soutěž na české velvyslanectví v Tbilisi

## Současnost a budoucnost Pragerových staveb

### Hodnocení díla
Dílo Karla Pragera je přijímáno rozporuplně; někdy je označován jako „vizionář socialistické architektury“ nebo „Karel Gott socialistické architektury“. Jeho stavby se svým odvážným „architektonickým stanoviskem“ nemohly být širokou veřejností nikdy přijímány jednoznačně kladně. Současná odborná domácí i zahraniční kritika však již jeho dílo vnímá smířlivěji. Sám Prager zastával stanovisko, ve kterém často zdůrazňoval, že architektura působí dlouhodobě, po generace. Architekturu je třeba posuzovat až s odstupem několika desetiletí. „V současnosti už se nejmladší generace k jeho odkazu hlásí, a to dosti vehementně,“ řekl v rozhovoru s Radomírou Sedlákovou ak. sochař Olbram Zoubek. A je pravdou, že dnes má již Pragerovo dílo mnoho příznivců. Popularizací architektury se dlouhodobě zabývá i hudebník Vladimír 518, který v rámci knihy a přednáškového cyklu Architektura 58–89 přibližuje architekturu Karla Pragera i jeho současníků.

### Budoucnost Pragerových staveb
V současnosti se připravuje rekonstrukce či nová náplň pro hned několik Pragerových staveb. Už od roku 2009 spadá budova Federálního shromáždění pod Národní muzeum a v době, kdy se hlavní budova rekonstruovala, sem byla dočasně přenesena část výstav muzea. V průběhu roku 2020 byly do nové budovy přesunuty stálé expozice dějin 20. století a dětské muzeum. Ačkoliv je budova používána, její celková rekonstrukce se neplánuje. Částečnou výjimkou je nové podzemní propojení obou budov z roku 2019 tzv. Chodbou času.
V příštích letech je plánovaná rekonstrukce Nové scény Národního divadla. K rozhodnutí o rekonstrukci stavby, která byla roku 2021 prohlášena za památku, došlo hlavně z provozních a technických důvodů. Celý projekt je silně kritizován odbornou veřejností, jelikož připravovaný projekt architektů RadaArchitekti nevzešel z otevřené architektonické soutěže, ale byl vybrán na základě cenové nabídky a referencí z předchozích projektů. Další kontroverzí je fakt, že Národní divadlo představilo projekt veřejnosti až nyní, kdy projekt čeká na stavební povolení. Podle architektů nemá dojít k narušení památkové hodnoty Pragerovy stavby, ovšem v plánu je například kompletní změna interiéru divadelního sálu.
Podstatně lépe na tom je připravovaná rekonstrukce Budov Sdružení projektových ateliérů v Emauzech. Zde od roku 2013 sídlí Institut plánování a rozvoje hl. m. Prahy, který se přetransformoval z dřívějšího Útvaru hlavního architekta hl. m. Prahy (ÚHA). Součástí areálu je od roku 2017 i návštěvnické centrum a galerie , jež byly v rámci budovy umístěny přesně tam, kde se měl podle Pragerovy vize nacházet výstavní sál. Plánovaná rekonstrukce, kterou IPR zadal architektům z ateliéru IXA a krajinářským architektům Land05, by se měla týkat celého přilehlého areálu. Návrh je založen na třech principech: (1) obnově autentických ploch, materiálů i výtvarných prvků, (2) nového ztvárnění původně zamýšlených koncepcí (jako pochozí střecha) a (3) vlastní invenci, která bude nejpatrnější v podnoži stavby, kde se nachází CAMP. Rekonstrukci v roce 2021 schválila Rada hl. m. Prahy a její realizace by měla začít roku 2024.